# مسجد غار حراء
مسجدغار حراء أو Snjaqlar (باللغة التركية)، مسجد من تخطيط المعماري التركي إمرى أرولات، مستلهم من غار حراء
بمكة المكرمة.

## العمارة والسعة
بني المسجد على عمق تسعة أمتار تحت الأرض، واستخدم ببنائه أحجارا بركانية طبيعية مشابهة لأحجار غار حراء، وتم بناؤه على هذا الشكل لاستلهام روحانية غار حراء الذي كان يتعبد فيه سيدنا محمدﷺ ، وتم زخرفة المسجد بآية واحدة وهي ((واذكر ربك كثيرا))، ويتسع لأكثر من (900) مصلي.